# Argyrodes margaritarius
Argyrodes margaritarius là một loài nhện trong họ Theridiidae.
Loài này thuộc chi Argyrodes. Argyrodes margaritarius được William Joseph Rainbow miêu tả năm 1894.